# 菅井喜久治
菅井 喜久治（すがい きくじ、1882年 - 1922年）は、日本の教育者。

## 経歴
明治15年（1882年）に新潟医学校を卒業した後、明治19年（1886年）に丘珠小学校の校長となった。
大正11年（1922年）に没。享年満58歳（戒名:本皎院有忞日円居士）。

## 墓碑
碑の表面
碑の裏面
墓所は、長年丘珠にて丘珠小学校同窓会により管理維持されていたが区画整理のため移転。
| スタブアイコン | サブスタブ | この項目は、まだ閲覧者の調べものの参照としては役立たない、人物に関連した書きかけの項目です。この項目を加筆・訂正などしてくださる協力者を求めています（P:人物伝/PJ:人物伝）。 |